# Тумасов Ігор Юрійович
Ігор Юрійович Тумасов (5 жовтня 1963, Київ) — український дипломат. Генеральний консул України в Ріо-де-Жанейро. Посол України в Перу (2018—2020).

## Життєпис
Працював радником Посольства України в Аргентині. Генеральним консулом України в Ріо-де-Жанейро. Радником Відділу Латинської Америки і Карибського басейну Другого територіального департаменту МЗС України.
2015—2017 — Начальник відділу країн Південної Америки департаменту Америки, Міністерства закордонних справ України.
12 вересня 2018 — вручив вірчі грамоти Президенту Перу Мартіну Віскаррі.
19 червня 2018 призначений президентом Порошенком послом України в Перу, 1 вересня 2020 звільнений з посади президентом Зеленським.

## Сім'я
- Дружина — Тумасова Олена Геннадіївна